# Cerro San Jacinto
El cerro San Jacinto está ubicado en las demarcaciones de los municipios de San Marcos, San Salvador, Santo Tomás y Soyapango en el departamento de San Salvador, El Salvador. Sobre su cima funcionó el Teleférico San Jacinto hasta el año de su cierre en 2001. Tiene una elevación de 1.153 m s. n. m.